# مایکل وایت (روان‌درمانگر)
مایکل وایت (۲۰۰۸–۱۹۴۸)، بنیان‌گذار روایت درمانی است؛ که یک همکاری و همایندی مهم بین روان درمانی و خانواده درمانی می‌باشد. وایت یک مددکار اجتماعی و خانواده درمانگر فعال و یکی از گردانندگان «مرکز دولویچ» در آدلاید استرالیا و منتشرکننده تعداد زیادی کتاب مهم در حوزه خانواده درمانی و روایت درمانی بود. در ژانویه ۲۰۰۸ وایت مرکز روایت درمانی آدلاید را برای خدمات مشاورهای و دوره‌های آموزشی مرتبط با روایت درمانی و همچنین معرفی آخرین پیشرفت‌ها در حوزه شیوه‌های درمانی روایتی بنیان نهاد.
وایت همچنین به خاطر کار با کودکان جوامع بومیان استرالیا و همچنین کار روی اسکیزوفرنی، پرخوری و بی‌اشتهایی روانی، خشونت مردان و آسیب روحی شهره بود.

## زندگی اولیه و تحصیلات
مایکل کینگزلی وایت در آدلاید در جنوب استرالیا به دنیا آمد و بزرگ شد. اولین کار حرفه‌ای اش در زمینه خدمات اجتماعی و کانون اصلاح و تربیت بود. وی در سال ۱۹۷۹ مدرک خدمات اجتماعی را از دانشگاه جنوب استرالیا گرفت؛ و به عنوان مددکار اجتماعی روان‌پزشکی در بیمارستان کودکان استرالیا مشغول به کار شد. وی مرکز دولویچ را در سال ۱۹۸۳ تأسیس کرد و شروع به درمان خصوصی به عنوان خانواده درمانگر کرد.

## علایق و رویکردها
علایق ابتدایی وایت شامل نظریه سیستم‌ها و سایبرنتیک (گریگوری بیتسون) بود. قسمت اصلی کار وایت بر پایه طیف وسیعی از منابع بنا نهاده شده بود که شامل نظریه ادبی (جروم برونر)، انسان‌شناسی فرهنگی (کیلفورد گیرز، باربارا مایرهوف، ویکتور ترنر)، روانشناسی پساساختارگرا (ویلیام جیمز، ویگوتسکی) و فلسفه انتقادی / پساساختارگرا (دریدا و فوکو) بود.

## نوآوری‌های تئوریک و درمانی
ایده‌های کلیدی درمانی که به‌وسیلهٔ وایت گسترش یافتند شامل «بیرونی سازی»، (به‌طور خلاصه به این معناست که مشکل در وجود فرد نیست بلکه چیزی بیرون فرد است و هویتی مستقل دارد) و «مکالمات باز نگارانه» داستان‌های غالب زندگی مردم و «گوش دادن مضاعف» به شرح آسیب و ضربه (نه فقط به خود شرح آسیب بلکه به چگونه بیان کردن و پاسخ افراد در برابر این آسیب‌ها)

## جایزه‌ها، افتخارات، دعوت‌ها
- عضویت افتخاری بین‌المللی انجمن ازدواج و خانواده درمانی آمریکا
- کنفرانس انجمن ازدواج و خانواده درمانی آمریکا، سانفرانسیسکو، ۱۹۸۹
- دکترای افتخاری نامه‌های انسانی، دانشگاه جان اف کندی، اوریندا، کالیفرنیا
- جایزه همکاری در تئوری و درمان خانواده درمانی، آکادمی خانواده درمانی آمریکا، ۱۹۹۹[۸]